# Klemens Murańka
Klemens Murańka, poljski smučarski skakalec, * 31. avgust 1994, Zakopane, Poljska.
Murańka je bil član kluba TS Wisła Zakopane in poljske državne reprezentance. Na svetovnih mladinskih prvenstvih je osvojil zlato medaljo na ekipni tekmi leta 2014 ter srebrne leta 2013 na posamični in ekipni tekmi ter leta 2012 na ekipni tekmi. V celinskem pokalu je dosegel dvanajst zmag ter v letih 2017 in 2019 zmagal v skupnem seštevku poletne sezone. V svetovnem pokalu je debitiral 21. januarja 2011 na tekmi v Zakopanih s 37. mestom. Prvič se je uvrstil med dobitnike točk svetovnega pokala 4. marca 2012 z 21. mestom v Lahtiju. 21. decembra 2013 se je na tekmi v Engelbergu prvič uvrstil v prvo deseterico s sedmim mestom. Najboljšo uvrstitev v karieri je dosegel 31. januarja 2021 s četrtim mestom na tekmi v Willingenu, sezona 2020/21 je bila tudi sicer najboljša v njegovi karieri, saj se je enajstkrat uvrstil med dobitnike točk in zasedel 31. mesto v skupnem seštevku svetovnega pokala. Na svetovnih prvenstvih je nastopil v letih 2015 v Falunu in 2021 v Oberstdorfu. Leta 2015 je dosegel 17. mesto na srednji in 20. na veliki skakalnici posamično ter bronasto medaljo na ekipni tekmi, leta 2021 pa 36. mesto na srednji skakalnici posamično.